# Pandemic (episodio de South Park)
«Pandemic» (en España «Pandemia») es el décimo episodio de la decimosegunda temporada de South Park y el número 177 de la serie, que se estrenó por primera vez en Hispanoamérica el 22 de junio de 2009.
Es el primero de un episodio de dos partes. En el episodio los chicos tratan de sacar provecho de un aumento repentino de la popularidad de las bandas de flauta peruana, convirtiéndose involuntariamente en piezas clave del plan de un ser demoníaco cuyo objetivo es emplear gigantes cuyes para atacar al público. La historia de este episodio concluye en el próximo episodio, «Pandemic 2: The Startling».

## Trama
Viendo que todas las bandas de flauta peruana se volvieron populares recientemente, y del dinero que ganaban diariamente vendiendo sus CD, Stan convence a los otros chicos de crear su propia banda de flauta peruana. Ellos convencen a su compañero de clases Craig para invertir los 100 dólares que su abuela le dio para comprar instrumentos y vestimentas. El plan se estropea cuando el director de la Seguridad nacional ordena internar a todas las bandas de flauta peruana en un lugar en Miami, con los chicos arrestados en el proceso. Los chicos intentan convencer a sus captores de que son ciudadanos estadounidenses, pero la Seguridad Nacional sólo acepta liberar a los chicos si aceptan ir a una misión en Perú, para acabar con todas las bandas de flauta peruanas de raíz. Mientras los chicos se preparan para la misión, los músicos peruanos que siguen internados advierten a los guardias de que habrá "la muerte peluda".
Mientras tanto, el padre de Stan, Randy Marsh, hace enfadar a su familia grabando toda actividad con su nueva cámara. Su cámara graba el paso de los cuyes gigantes por la ciudad. Como conclusión del episodio, los chicos están cerca de Perú mientras en su país los cuyes gigantes carnívoros desatan el caos y destrucción. También se revela que el director de la Seguridad Nacional es un alienígena con forma humana facilitando la aparición de los cuyes erradicando las bandas de flauta peruana.